# John S. Phelps
John Smith Phelps, född 22 december 1814 i Simsbury, Connecticut, död 20 november 1886 i Saint Louis, Missouri, var en amerikansk demokratisk politiker. Han var ledamot av USA:s representanthus 1845–1863 och Missouris guvernör 1877–1881.
Phelps studerade juridik och inledde 1835 sin karriär som advokat i Simsbury. År 1837 flyttade han till Missouri och blev 1840 invald i Missouris representanthus. År 1845 tillträdde han som ledamot av USA:s representanthus. År 1863 efterträddes han som kongressledamot av Austin Augustus King. I amerikanska inbördeskriget tjänstgjorde han som officer i nordstatsarmén.
Phelps efterträdde 1877 Charles Henry Hardin som Missouris guvernör och efterträddes 1881 av Thomas Theodore Crittenden.
Phelps avled 1886 i Saint Louis och gravsattes på Hazelwood Cemetery i Springfield. Phelps County i Missouri har fått sitt namn efter John S. Phelps.